# Maja Ravn
Maja Ravn (født 2. januar 1967) er en dansk scenograf, der bl.a. er kendt for sit samarbejde med instruktøren Katrine Wiedemann. Maja Ravn er uddannet fra Statens Teaterskole i 1993, og debuterede samme år med forestillingen Operation: Orfeo med teatergruppen Hotel Pro Forma.
I 2008 vandt Maja Ravn Reumert-prisen for Bedste Scenografi/ Bedste forestilling for forestillingen "Et Drømmespil" af August Strindberg på Betty Nansen Teatret. 
Maja Ravns scenografiske arbejder er ofte præget af postmoderne eksperimenter med rum, lys, rekvisitter og beskæring af scenerummet.